# Chiesa di Sant'Antonio in Boccadasse
La chiesa di Sant'Antonio in Boccadasse è un luogo di culto cattolico situato in Belvedere Firpo, nel borgo di Boccadasse, compreso nel quartiere genovese di Albaro. La sua comunità parrocchiale fa parte del vicariato di Albaro dell'arcidiocesi di Genova. È l'unica chiesa parrocchiale nella città di Genova intitolata al santo di Padova.

## Storia

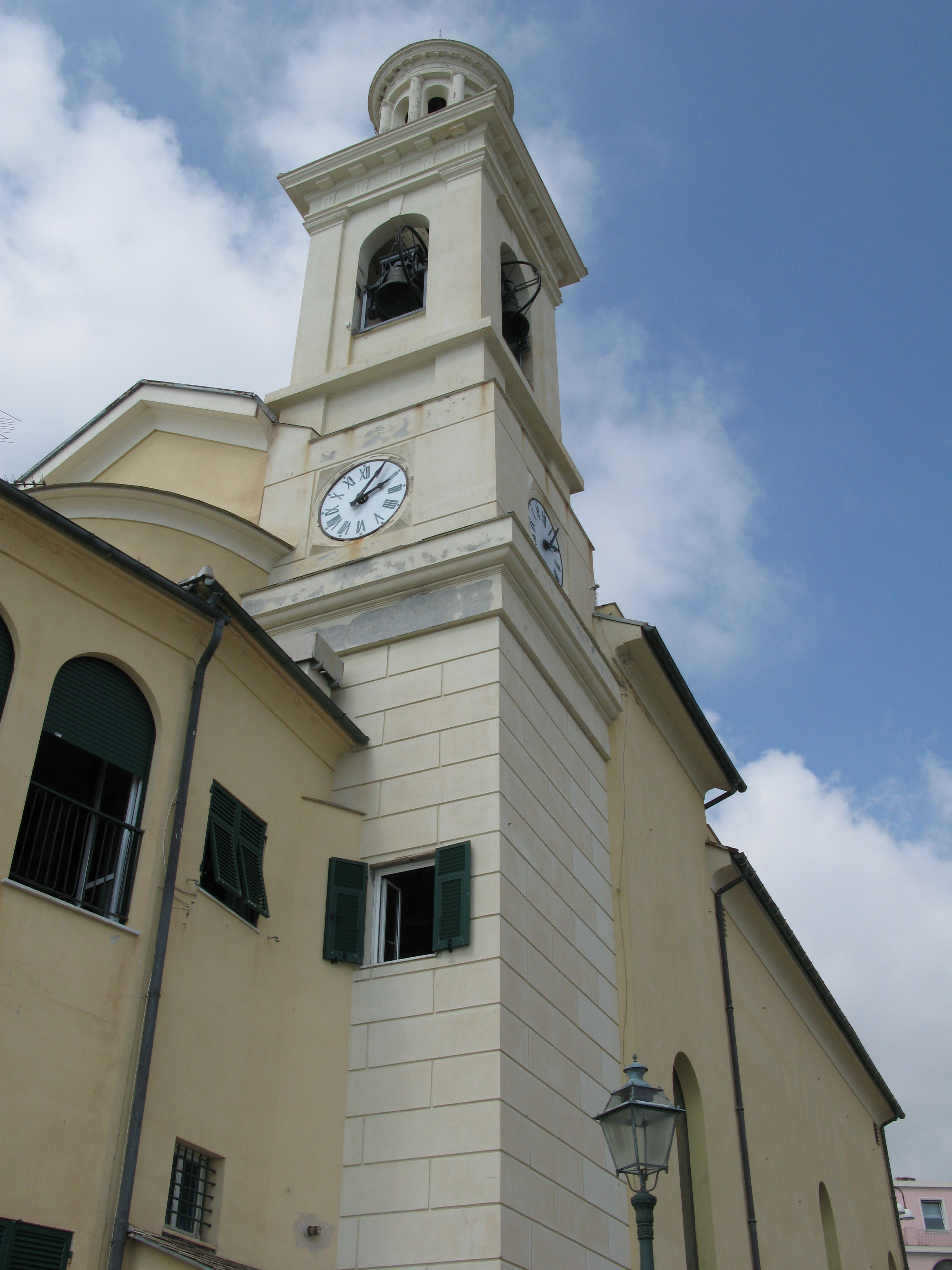
Il campanile

Costruita come cappella agli inizi del XVII secolo dai pescatori e dagli abitanti della zona, dopo pochi decenni, nel 1745, divenne sede della confraternita di Sant'Antonio di Padova e nel 1787, dopo un ampliamento, venne considerata ufficialmente una chiesa.
Nel 1827, grazie alle donazioni degli abitanti e del capitano Francesco Dodero, venne costruito anche il campanile.
Nei decenni successivi la chiesa venne sottoposta a ulteriori ampliamenti e restauri: nel 1880 fu restaurata, nel 1906 ampliata considerevolmente, nel 1937 si rifece il tetto e la volta fu dipinta dal pittore Romolo Pergola, nel 1964 venne ancora ampliata, con lavori che durarono più di un decennio.
La chiesa, affidata ai Frati Minori Conventuali, divenne parrocchia il 25 marzo 1894 (giorno di Pasqua di quell'anno) per volere dell'arcivescovo di Genova Tommaso Reggio.

## Descrizione

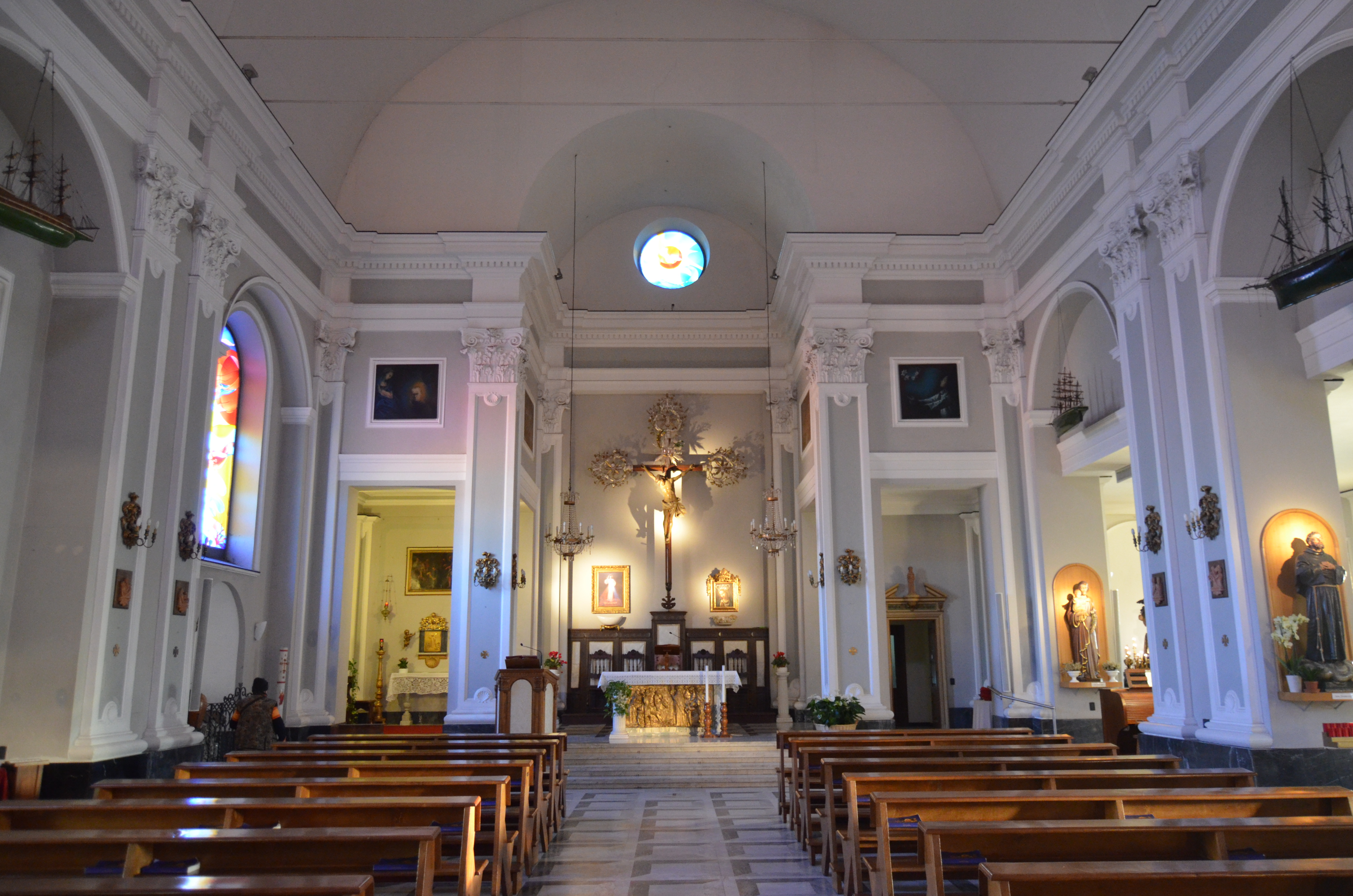
L'interno

La chiesa è navata unica e dispone di campanile.
Tra le opere conservate, oltre a dipinti d'autore, vi sono sculture di Francesco Storace e Antonio Canepa, nonché un crocifisso processionale di Luigi Gichero.
Alle pareti sono esposti come ex voto diversi modellini di navi.